# プリンストン大学

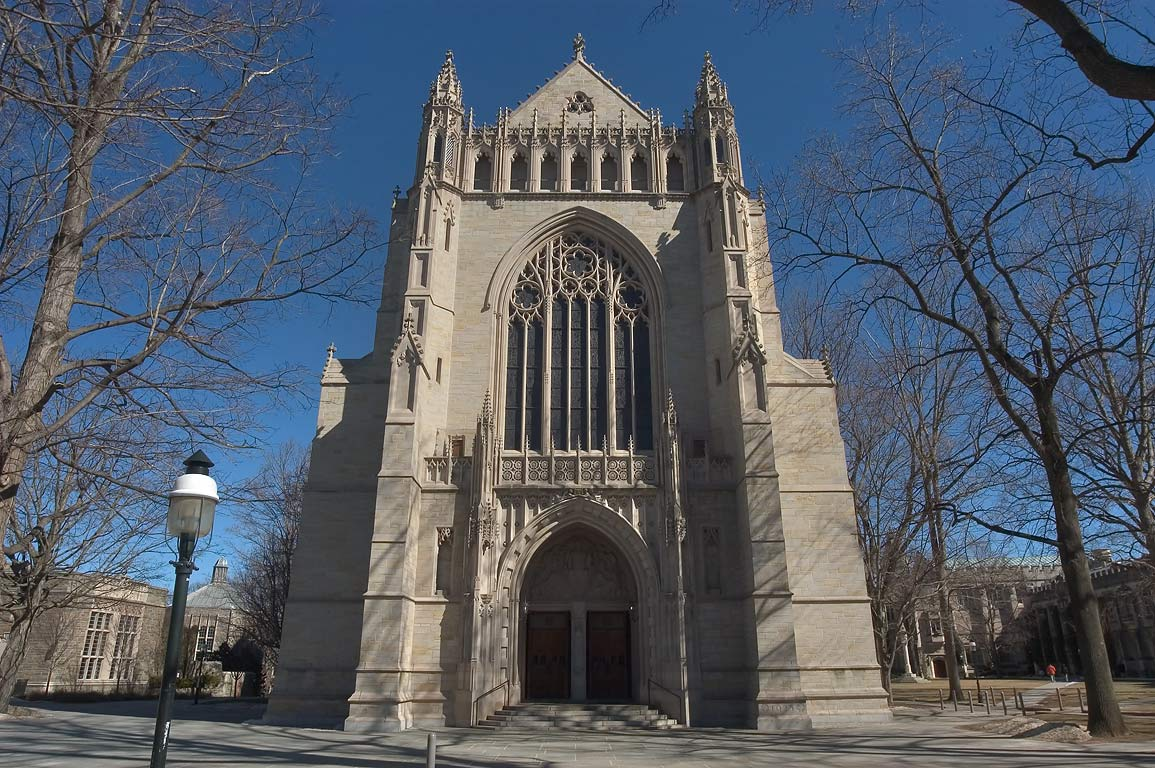
プリンストン・チャペル

プリンストン大学（プリンストンだいがく、英語: Princeton University）は、ニュージャージー州プリンストンに本部を置くアメリカ合衆国の私立大学。1746年創立。
アイビー・リーグの一校に数えられる名門校で、特に物理学・数学の分野で歴史的な研究が数多く行われている。
多額の寄付とその投資運用によって長く財政的に安定しており、2023年時点の大学基金額は340億ドル（約5兆3000億円）に達する。
2019年12月時点で2人のアメリカ合衆国大統領、68人のノーベル賞受賞者、15人のフィールズ賞受賞者、5人のアーベル賞受賞者、13人のチューリング賞受賞者、209人のローズ奨学生、126人のマーシャル奨学生を輩出している。
2024年時点の学部合格率は4.0％、1年間の学費（教材費・生活費など含まず）は約5万9000ドル（約920万円）と発表されている。
アルベルト・アインシュタインやロバート・オッペンハイマーら世界的研究者が集まったことで知られる「プリンストン高等研究所（Institute of Advanced Study)」とは提携関係にあるが別の組織である。

## 概要
1746年にニュージャージー大学として設立され、1896年に現在の名称となった。かつては男子校であったが、1969年からは男女共学となった。
ハーバード大学やイェール大学がプロテスタント清教徒会衆派にその設立がさかのぼるのに対して、プリンストン大学はプロテスタント長老派にさかのぼり、隣接する牧師養成機関であるプリンストン神学校と創立の起源を同じくしている。
高い教育・学術水準で知られ、教壇に立った研究者には、「フェルマーの定理」を証明したことで知られるアンドリュー・ワイルズ、ノーベル経済学賞を受賞したポール・クルーグマン、ノーベル文学賞を受賞したトニ・モリスンなどがいる。また国外の芸術関係者の招聘にも熱心で、日本からは作家の村上春樹が1991年から2年間滞在している。（そのほか著名な関係者は後述の「出身者」項を参照）

## 大学ランキング
- USニュース米国内大学ランキング ─ 第1位（2024）[14]
- THE世界大学ランキング ─ 第6位（2024年）[15]
- THE米国内学部ランキング ─ 第8位（2024）[15]

USニューズ&ワールド・レポートが毎年行っている米国大学ランキングでは、2001年度以降20年間で18回「1位」にランキングされ、2020年度も単独で9年連続となる1位であった。
THE世界大学ランキングでも常に最上位にランクされている（2009年度と2011年度で2位となったが、それ以外の年度は1位）。2020年度も単独で９年連続となる1位であった（2位ハーバード、3位イェール・MIT・コロンビア）。
THE世界大学ランキングの分野別では、物理科学分野で第1位を最多で獲得しており、2020年度も3年連続で単独の世界ランキング1位。

## 学生像
人種構成（2023年）
- 白人：50.4%
- アジア系：28.4%
- 混血：10.9%
- 黒人：8.9%
- アメリカンインディアン／アラスカ先住民：0.9%

ジェンダー（2023年）
- 女性：52.9%
- 男性：45.2%
- ノンバイナリー：1.4%

## 批判・不祥事
賃金格差訴訟
2010年代、労働省から男女間の賃金格差が生じていることを訴えられている。2012年から2014年にかけフルタイムの教授職にあった女性106人が受け取った給与が、男性教授の給与と比べて少なかったことが根拠となった。
2020年、大学は女性教授に未払い分の賃金を支払うことで和解。和解は訴訟が長期にわたることによるリスクを回避するもので、和解に当たり大学が法の精神を順守していたというスタンスを変更することはなく、男女格差の責任を認めることもなかった。
改名問題

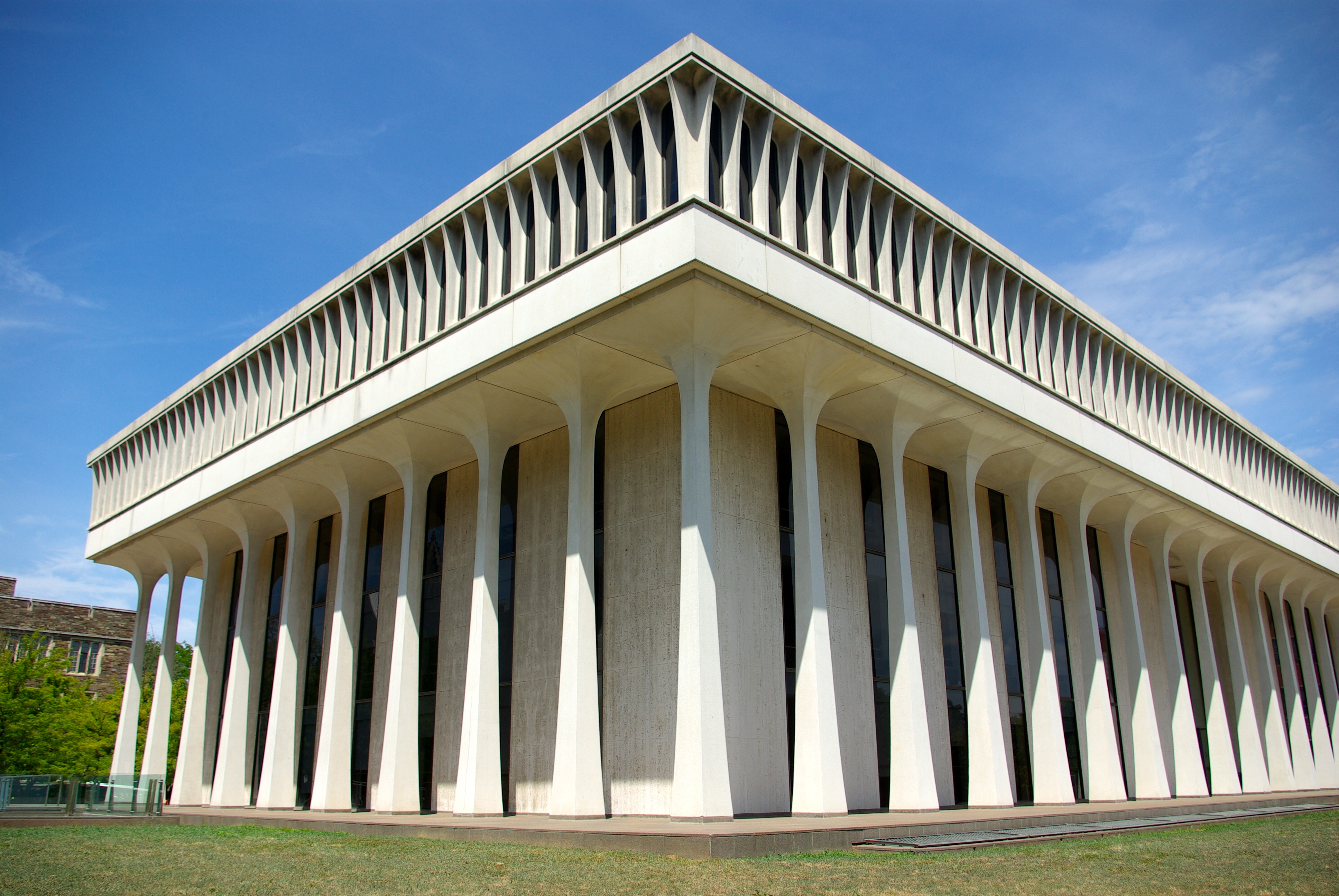
プリンストン公共大学政策大学院（SPIA)外観。「ウッドロー・ウィルソン・スクール」から改名された。

第28代大統領でありプリンストン大学総長でもあったウッドロー・ウィルソンの名前がキャンパス内の建物に長く残されてきたが、ウィルソンの人種差別的言動が問題視されるようになり、2016年には改名運動が起きている。抗議を受けて設置された特別委員会は改名の要求を斥ける提言を出し、4月に大学の評議会は、「プリンストンは、ウィルソン氏が他の歴史的人物と同様に、正負の両方の影響を持つ複雑な遺産を残したことを公然と率直に認めなければならない」とした上で、「同氏の名前を使用することは、われわれの時代の価値と志に反する見解や行動への支持を意味するものではない」との見解を示している。
しかし2020年になってジョージ・フロイド抗議運動が高まると、同年6月27日、大学はウィルソンの名を冠した学部・建物から名前を外すと発表した。

## エピソード
- 黒いリスがキャンパスを駆け回っているなど、構内と周辺の自然環境が保たれており、近くの森に生息する周期ゼミが17年に一度大量発生すると、キャンパス中がセミの声に包まれるという[注釈 1]。

## 出身者

### 政治家・政府関係者
- ジョン・F・ケネディ-第35代アメリカ合衆国大統領(健康上の理由から中途退学しハーバード大学へ転校)
- ジェイムズ・ベイカー - 第61代アメリカ合衆国国務長官
- フランク・カールッチ - 第16代アメリカ合衆国国防長官
- アレン・ウェルシュ・ダレス - 第5代CIA長官
- ジョン・フォスター・ダレス - 第52代アメリカ合衆国国務長官
- ジェームズ・フォレスタル - 初代アメリカ合衆国国防長官
- ジョージ・ケナン - 外交官、歴史家、駐ソビエト大使
- ジェームズ・マディソン - 第4代アメリカ合衆国大統領
- ロバート・モラー - 弁護士、第13代FBI長官
- ドナルド・ラムズフェルド - 第13代・第21代アメリカ合衆国国防長官
- ジョージ・シュルツ - 経済学者、第60代アメリカ合衆国国務長官

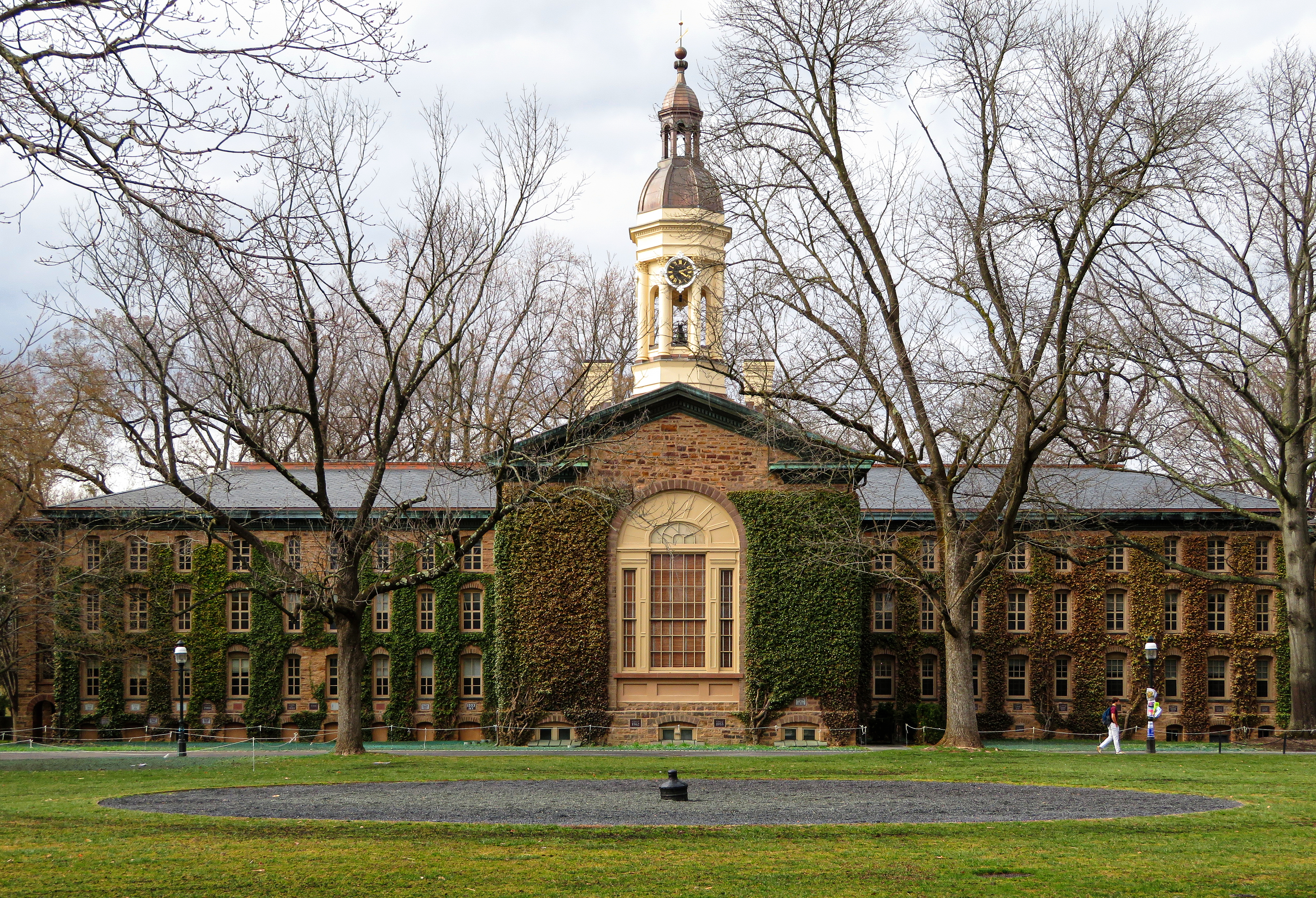
Nassau Hall

- Nassau Hallウッドロー・ウィルソン - 政治学者、第28代アメリカ合衆国大統領。プリンストン大学総長（1902年ー1910年）。
- ミシェル・オバマ - 弁護士、第44代アメリカ合衆国大統領のバラク・オバマの妻
- ドノルド・ブラッドフォード・ラウリー - アメリカ合衆国国務次官（総務担当）
- イドリサ・セック - セネガル共和国首相
- サウード・アル＝ファイサル - サウディアラビア外務大臣
- 李承晩 - 大韓民国初代大統領（博士号取得）
- 折田彦市 - 教育者、第三高等学校初代校長
- 行天豊雄 - 大蔵官僚、財務官、東京銀行会長
- 渡辺裕泰 - 大蔵官僚、国税庁長官
- 佐々木豊成 - 大蔵官僚、財務省理財局長、内閣官房副長官補(内政担当)
- 近衛文隆 - 陸軍軍人、近衛文麿の長男　東亜同文書院・講師　青年同志会・設立者　陸軍中尉　シベリア抑留にて死亡（中退）
- 北沢直吉 - 外交官、内閣官房副長官、外務省参与
- 末松義規 - 外交官、内閣府副大臣、内閣総理大臣補佐官
- 波多野敬雄 - 外交官、国連大使、学習院長
- 持田繁 - 外交官、国連事務総長副特別代表
- 片岡宏一郎 - 経産官僚、経済産業省大臣官房長[26]

### 軍人
- マーク・ミリー - アメリカ陸軍大将、アメリカ軍統合参謀本部議長（2019年-）

### 宗教界
- ウィリアム・インブリー - 宣教師、教育家

### 実業界
- リー・アイアコッカ - フォード元社長、クライスラー元会長、自動車殿堂
- ジェフ・ベゾス - Amazon.com最高経営責任者
- エリック・シュミット - Google最高経営責任者
- ジム・トンプソン - 実業家
- ハフィゼ・ガイ・エルカン - トルコ中央銀行総裁
- 後藤保弥太 - 北濃鉄道の創始者
- 小笠原敏晶 - 実業家、元ニフコ会長、ジャパンタイムズ誌社会長

### 学術界
- アーサー・コンプトン - 物理学者、1927年度ノーベル物理学賞受賞者。
- ジェームズ・ピーブルス - 宇宙物理学者、プリンストン大学アルバート・アインシュタイン名誉教授、2019年度ノーベル物理学賞受賞者。
- クリントン・デイヴィソン - 物理学者、ベル研究所、1937年度ノーベル物理学賞受賞者。
- ジョン・バーディーン - 物理学者、イリノイ大学教授、1956年度・1972年度ノーベル物理学賞受賞者。
- ロバート・ホフスタッター - 物理学者、元スタンフォード大学教授。1961年度ノーベル物理学賞受賞者。
- リチャード・ファインマン - 物理学者、カリフォルニア工科大学教授、1965年度ノーベル物理学賞受賞者。
- ニキータ・ネクラソフ - 物理学者、IHÉS教授
- ヴォルフガング・パノフスキー - 物理学者、スタンフォード大学教授
- スティーヴン・ワインバーグ - 物理学者、テキサス大学オースティン校教授、1979年度ノーベル物理学賞受賞者
- キップ・ソーン - 物理学者、カリフォルニア工科大学教授
- カムラン・ヴァッファ - 物理学者、ハーバード大学教授
- フランク・ウィルチェック - 物理学者、MIT教授、2004年度ノーベル物理学賞受賞者
- エドワード・ウィッテン - 物理学者、プリンストン高等研究所教授、1990年度フィールズ賞受賞者
- ダニエル・ツイ - 物理学者、プリンストン大学教授、1998年度ノーベル物理学賞受賞者
- チャールズ・フェファーマン - 数学者、プリンストン大学教授、1978年度フィールズ賞受賞者
- マイケル・フリードマン - 数学者、カリフォルニア大学サンディエゴ校教授、1986年度フィールズ賞受賞者、1986年度ヴェブレン賞受賞者
- 小平邦彦 - 数学者、プリンストン大学教授、ジョンズ・ホプキンズ大学教授、スタンフォード大学教授、東京大学教授、フィールズ賞受賞、文化勲章受章、日本学士院会員
- サージ・ラング - 数学者、イェール大学教授、1960年度コール賞受賞者
- バリー・メイザー - 数学者、ハーヴァード大学教授、1982年度コール賞受賞者
- ジョン・ウィラード・ミルナー - 数学者、ニューヨーク州立大学ストーニーブルック校教授、1962年度フィールズ賞受賞者
- ジョン・ナッシュ - 数学者、1994年度ノーベル経済学賞受賞者
- マイケル・ラビン - 数学者、計算機科学者、ヘブライ大学教授、1976年度チューリング賞受賞者
- クリストファー・スキナー - 数学者、ミシガン大学教授
- ノーマン・スティーンロッド - 数学者、プリンストン大学教授
- テレンス・タオ - 数学者、カリフォルニア大学ロサンゼルス校教授
- アラン・チューリング - 数学者
- ジョン・テイト - 数学者、テキサス大学オースティン校教授、1956年度コール賞受賞者、2002年度ウルフ賞受賞者
- リチャード・テイラー - 数学者、ハーバード大学教授
- ロバート・タージャン - 計算機科学者、プリンストン大学教授、1982年度ネヴァンリンナ賞受賞者、1986年度チューリング賞受賞者
- ブライアン・カーニハン - 計算機科学者、ベル研究所
- アヴィ・ヴィグダーソン - 計算機科学者、ヘブライ大学教授、1994年度ネヴァンリンナ賞受賞者
- アンドリュー・ヤオ - 計算機科学者、2000年度チューリング賞受賞者
- スティーヴン・コール・クリーネ - 論理学者、数学者、ウィスコンシン大学マディソン校教授
- ジョン・バークリー・ロッサー - 論理学者、数学者、コーネル大学教授
- デイナ・スコット - 論理学者、数学者、計算機科学者、カーネギーメロン大学教授、1976年度チューリング賞受賞者
- アロンゾ・チャーチ - 論理学者、数学者、プリンストン大学教授
- レイモンド・スマリヤン - 論理学者、数学者、ニューヨーク市立大学教授
- ポール・ベナセラフ - 哲学者、プリンストン大学教授
- エドウィン・マクミラン - 化学者、カリフォルニア大学バークレー校教授、1951年度ノーベル化学賞受賞者。
- リチャード・スモーリー - 化学者、ライス大学教授、1996年度ノーベル化学賞受賞者。
- ロバート・ノージック - 哲学者、ハーバード大学教授
- ジョン・ロールズ - 哲学者、ハーバード大学教授
- バラック・クシュナー - 歴史学者、ケンブリッジ大学教授
- ジェームズ・ヘックマン - 経済学者、シカゴ大学教授、2000年度ノーベル経済学賞受賞者
- ゲーリー・ベッカー - 経済学者、シカゴ大学教授、1992年度ノーベル経済学賞受賞者
- マイケル・スペンス - 経済学者、スタンフォード大学教授、2001年度ノーベル経済学賞受賞者
- ギータ・ゴピナート  - 経済学者、ハーバード大学教授、国際通貨基金経済顧問・調査局長
- リービ英雄 - 文学者、法政大学教授
- 青木浩介 - 経済学者、東京大学教授
- 梅垣理郎 - 政治学者、慶應義塾大学教授
- 大野泉 - 政策研究大学院大学教授、国際協力機構 緒方貞子平和開発研究所所長
- 片木篤 - 建築学、名古屋大学教授
- 小林久志 (計算機科学者) - 電気工学、情報科学、プリンストン大学名誉教授、元工学部長
- 佐々木力 - 数学史、東京大学教授、現中国科学院教授
- 澤昭裕 - 経済産業省、東京大学教授
- 実松譲 - 日本海軍軍人、著作家
- 品川日出夫 - 遺伝学者、大阪大学名誉教授
- 谷勝英 - 社会学者、元東北福祉大学教授
- 恒吉僚子 - 教育社会学者、東京大学教授
- 寺谷弘壬 - 社会学者、青山学院大学教授
- 古矢旬 - 政治学者、東京大学教授
- 望月新一 - 数学者、京都大学数理解析研究所教授
- 安田洋祐 - 経済学者、大阪大学大学院准教授

### 文学界
- スコット・フィッツジェラルド（中退） - 作家、代表作に『グレート・ギャツビー』等
- ユージン・オニール（中退） - 劇作家、1936年度ノーベル文学賞受賞者
- エドマンド・ウィルソン - 文芸批評家

### 美術・音楽界
- ジム・リー - 漫画家、『バットマン』の作者
- ロバート・ヴェントゥーリ - 建築家
- 李祖原 - 台湾の建築家、画家。

### 芸能界
- ディーン・ケイン - 俳優、代表作にTVシリーズ「新スーパーマン」のスーパーマン役等
- イーサン・コーエン - 映画監督
- デイヴィッド・ドゥカヴニー - 俳優
- ブルック・シールズ - 俳優
- ジェームズ・ステュアート - 俳優
- ウェントワース・ミラー - 俳優、TVシリーズ『プリズン・ブレイク』の主役のマイケル・スコフィールド役等
- 田丸美寿々 - 日本のニュースアナウンサー。客員研究員として国際関係論を研究

### スポーツ界
- デビッド・ヘイル - プロ野球選手
- ウィル・ベナブル - プロ野球選手
- クリス・ヤング - プロ野球選手
- ロス・オーレンドルフ - プロ野球選手